# Egmundella humilis
Egmundella humilis is een hydroïdpoliep uit de familie Campanulinidae. De poliep komt uit het geslacht Egmundella. Egmundella humilis werd in 1936 voor het eerst wetenschappelijk beschreven door Fraser. 